# Велики љиљци
Велики љиљци (Megachiroptera) су подред реда слепих мишева, који су добили назив по свом великом расту. Величине су и до 40 cm, а распон крила може да износи и 150 cm. Овом реду припада породица Pteropodidae.
Такође се се означавају и као летипси, воћни шишмиши или шишмиши Старог света, нарочито родови Acerodon и Pteropus (летеће лисице). Воћни шишмиши су ограничени на Стари свет, у тропским и суптропским подручјима, у распону од источног Средоземља до ијужне Азије, а нема их на северозападу Африке и југозападној Аустралији. У поређењу с бубоједним шишмишма, воћни шишмиши су релативно велики и, уз неке изузетке, не крећу се помоћу ехолокације. Они су биљоједи, а за проналажење хране, ослањају се на осетљива чула вида и мириса.

## Изглед
Глава је налик псећој, имају дугу њушку. Реп им је или кратак или рудиментаран. За разлику од малих љиљака који се више ослањају на ехолокацију, велики љиљци се оријентишу пре свега захваљујући добром виду. Дневне су животиње.
Већина воћних шишмиша су већи од бубоједних шишмиша или Microchiroptera, али такође постоји и велики број малих воћних шишмиша. Представници најмање врсте су дуги око 6 , а тиме и мањи од неких Microchiroptera, на пример, маурицијуског гробарског шишмиша. Највећи досеже распон крила од 1,7 m и тежину до 1,6 . Већина воћних шишмиши имају велике очи, допуштајући им да се оријентишу визуелно у сумрак и унутар пећине и шуме. Њихов осећај за мирис је одличан. За разлику осталих шишмиша, воћни шишмиши не користе ехолокацију (уз један изузетак, египатски воћни шишмиш Rousettus egyptiacus, који користи пискав звук за навигацију у пећинама).
Телесна грађа свих шишмиша је слична. Летна кожица се затеже продуженим другим до петог прста досеже до глежњева. Међутим, већина ових шишмиша уопште нема реп или је веома кратак (изузетак су дугорепи шишмиши рода Notopteris). Репна летна кожица им је у виду само уске пруге дуж унутрашње стране задњих ногу. Од Microchiroptera (ситни шишмиши) разликују се по канџи која се код већине летипаса налази на врху другог прста, коју ситни шишмиши немају.

## Губитак способности ехолоцирања
Летипси чине једину породицу (Pteropodidae) слепих мишева која није способна да из ларинкса испушта звуке за ехолоцинање (на основу према одбијеног звука од тврдог објекта). Ехолокација и лет су еволуирали у раним лозама шишмиша, али се то касније изгубило у породици Pteropodidae. Шишмиши у роду Rousettus су способни за примитивну ехололокацију кликовима помоћу језика, а неке врсте су показале да стварају кликове сличне онима ехолокатинг шишмиша помоћу крила.
Ехолокација и лет су енергетски скупи поступци за шишмише. Природа лета и ехолокацијски механизам шишмиша омогућује стварање ехолокацијских импулса с минималним утрошком енергије. За енергетска спајање та два процеса се мислио да допуштају да се код ових шишмиша развију енергетски скупи поступци лета. Губитак ехолокације може бити и због одвајања од бежања и ехолокације летипаса. Повећана просечна величина тела у односу на еххолоцирајуће шишмише, сугерише да већа величина тела омета лет помоћу ехолокације.

## Понашање
Летипси су активни претежно у сумрак и ноћу. У потрази за храном прелазе велике удаљености, а дању спавају висећи главом према доле. За разлику од ситних шишмиша, често се срећу на стаблима на изложеним местима.

## Исхрана
Имају тупе грбице на кутњацима, хране се углавном плодовима, па их на енглеском говорном подручју називају и „воћним љиљцима“ (fruit bats, old world fruit bats).

## Станиште
Насељавају тропске области Старог света.

## Размножавање
Чак се и полни однос се код летипаса одвија главом према доле. Женке, једном годишње, углавном коте по једно младунче. Скотне се одвајају од мужјака у групе у којима подижу подмладак. Велики шишмиши су релативно дуговјечни, а доживе и до 30 година.

## Распрострањење
Шишмиши Старог света живе у тропским и суптропским подручјима Африке (укључујући Мадагаскар), јужној Азији, Аустралији и западној Океанији.
Нема их у Еуропи, с изузетком египатског воћног шишмиша (Rousettus aegyptiacus) на Кипру, ако се у овом смислу Кипар може сматрати Европом.

## Угроженост
Велики број врста великих шишмиша се укључују у угрожене. Главни разлог је уништавање њиховог околиша, које настаје крчењем шума. Поред тога, многе малоострвске врсте су ендемске, па су особито осетљиве на сметње у свом обитавалишту. Неке се сматрају штеточинама јер се хране воћем с плантажа или их лове ради меса. Према критеријима Међународне уније за заштиту природе и природних ресурса (IUCN): International Union for Conservation of Nature and Natural Resources, осам врста је изумрло, а још 22 се сматрају угроженим или јако угроженим.

## Систематика
Научници су дуго дебатовали да ли су ситни шишмиши и велики шишмиши монофилијске групе, што значи да ли су се развили од заједничких предака, или су пример конвергентне еволуције. Данас претеже мишљење да су монофилијске линије еволуције.
Традиционално се летипси деле на две потпородице: праве (Pteropodinae) и групу мањих животиња које су обележене дугачким језицим и претежном ишраном нектаром. Названи су великим шишмишима дугог језика (потпородица Macroglossinae). Новија истраживања су показала, да таква подела није исправна. Групе су прилично произвољно сврстане и не треба их сматрати општеприхваћеним научним ставом.
На пример, током 1980-их и 1990-их, неки истраживачи су предложили (првенствено на темељу визуелне сличности) да су Megachiroptera заправо у већој мери повезани с приматима него редом Microchiroptera, с две групе шишмиша, дакле, које су развииле лет путем конвергенције. Међутим, недавни прилив генетичких студија више потврђује дугогодишњу тврдњу да су сви шишмиши заиста чланови исте гране, Chiropštera. Друге студије су недавно предложиле да неке породице Microchiroptera (можда и потковочасти шишмиши, мишорепи шишмиши и лажни вампири) су показале да су еволуцијски ближи воћним шишмишима него другим припадницима реда Microhiroptera.

### Систематске категотије
Породица Pteropodidae је подељена у седам потпородица, са 186 укупних сачуваних врста, које заступа 44-46 родова.
- Породица: 
  - Потпородица: 
    - Род  - цевоноси воћни шишмиши
      - Широко пругасти цевоноси воћни шишмиш − N. aello
      - Обични цевоноси воћни шишмиш — 
      - Паласов цевоноси воћни шишмиш – 
      - Тамни цевоноси воћни шишмиш – 
      - Планински цевоноси воћни шишмиш – 
      - Округлоуви цевоноси воћни шишмиш – 
      - Змајолики цевоноси воћни шишмиш – 
      - Крестасти цевоноси воћни шишмиш – 
      - Острвски цевоноси воћни шишмиш – 
      - Малаитски цевоноси воћни шишмиш – 
      - Демонски цевоноси воћни шишмиш – 
      - Мали цевоноси воћни шишмиш – 
      - Филипински цевоноси воћни шишмиш – 
      - Источни цевоноси воћни шишмиш – 
      - Нендо цевоноси воћни шишмиш – N. sanctacrucis (почетком 20. века †)
      - Умбој цевоноси воћни шишмиш – 

    - Род: 
      - Мали цевоноси воћни шишмиш – 
      - Постојани цевоноси воћни шишмиш – 

  - Потпородица: 
    - Род:  – патуљасти цевоноси воћни шишмиши
      - Борнејски воћни шишмиш — 
      - Патуљасти воћни шишмиш – 

    - Род: 
      - Минданоански патуљасти воћни шишмиш – 

    - Род: 
      - Пегавокрили воћни шишмиш – 

    - Род: 
      - Црнокапи воћни шишмиш – 

    - Род: : летипси: лисичасти воћни шишмиши или кратконоси воћни шишмиши
      - Мали кратконоси воћни шишмиш – 
      - Хорсфилдов воћни шишмиш – 
      - Петерсов шишмиш – 
      - Мали воћни шишмиш – 
      - Нусатенгарски кратконоси воћни шишмиш – 
      - Велики кратконоси воћни шишмиш – 
      - Индонезијски кратконоси воћни шишмиш – 

    - Род:  – Дајачки воћни шишмиши
      - Бруксов дајачки воћни шишмиш – 
      - Рикартов дајачки воћни шишмиш – 
      - Дајачки воћни шишмиш – 

    - Род: 
      - Фишеров патуљасти воћни шишмиш – 

    - Род: 
    - Салим Алијев воћни шишмиш – 
    - Род: 
      - Безрепи воћни шишмиш – 
      - Безрепи јавански воћни шишмиш – Јавански – M. kusnotoi
      - Ратанаворабанов воћни шишмиш – 
      - Беловрати воћни шишмиш – 

    - Род: 
      - Лузонски воћни шишмиш – 

    - Род: 
      - Мрки воћни шишмиш – 

    - Род:  – Мошусни воћни шишмиши
      - Велики путујући воћни шишмиш – 
      - Мали мошусни воћни шишмиш – 
      - Род: 
      - Бланфордов воћни шишмиш – 

    - Род: 
      - Брзи воћни шишмиш – 

  - Потпородица: 
    - Род: 
      - Балмеров воћни шишмиш – 

    - Род:  – Бездлаки воћни шишмиши
      - Андерсонов бездлаки воћни шишмиш – 
      - Бофоров бездлаки воћни шишмиш – 
      - Филипински бездлаки воћни шишмиш – 
      - Халмахерански бездлаки воћни шишмиш – 
      - Бикански бездлаки воћни шишмиш – 
      - Сулавезијски бездлаки воћни шишмиш – 
      - Саломонски бездлаки воћни шишмиш – 
      - Мали бездлаки воћни шишмиш – 
      - Молучки бездлаки воћни шишмиш – 
      - Паниетов бездлаки воћни шишмиш – 
      - Западни бездлаки воћни шишмиш – 
      - Новобритански бездлаки воћни шишмиш – 
      - Зеленкасти бездлаки воћни шишмиш – 

    - Род: 
      - Сулавезијски грабљиви воћни шишмиш – 
      - Грабљиви воћни шишмиш – 

  - Потпородица: 
    - Род:  – воћини шишмиши дугог језика
      - Нектарски шишмиш дугог језика – 
      - Воћни шишмиш дугог језика – 

    - Род: 
      - Фардоулисов цветни шишмиш – 
      - Црнобели воћни шишмиш – 
      - Вудфордов воћни шишмиш – 

    - Род:  – дугорепи воћни шишмиши
      - Дугорепи воћни шишмиш  – N. macdonaldi (Фиџи i Вануату)

    - Новокаледонијски цветни шишмиш – N. neocaledonica (Нова Каледонија)
    - Род:  – цветни шишмиши
      - Обични шишмиш дугог језика  – S. australis
      - Халмахерски шишмиш дугог језика – 
      - Цветни маховинасти шишмиш – 

  - Потпородица: 
    - Род: 
    - Сулавезијска летећа лисица – 
    - Талаудска летећа лисица – 
      - Златнокруна летећа лисица – 
      - Палавански воћни шишмиш – 
      - Сандајска летећа лисица – 

    - Род: 
      - Белокрила летећа лисица – 
      - Мала белокрила летећа лисица – 

    - Род:  - Сламобојни воћни шишмиш
      - Дупреански воћни шишмиш – 
      - Сламобојни воћни шишмиш – 

    - Род: 
      - Фиџијски мајмунолики шишмиш – 

    - Род: 
      - Малозуби воћни шишмиш – 

    - Род: 
      - Бугенвилски мајмунолики шишмиш – 
      - Гвадалканалски мајмунолики шишмиш – 
      - Велики мајмунолики шишмиш – 
      - Планински мајмунолики шишмиш – 
      - Новоџорџијски мајмунолики шишмиш – 

    - Род:  - летеће лисице
    -  група врста
      - Црна летећа лисица – 

    -  група врста
      - Сивоглава летећа лисица – 

    -  група врста
    - Сребрна летећа лисица – 
      - Молучка летећа лисица – 
      - Макирова летећа лисица – 
      - Банкеова летећа лисица – 
      - Соломонска летећа лисица – 
      - Ренелска летећа лисица – 

    -  група врста
      - Наочараста летећа лисица – 
      - Церамски воћни шишмиш – 

    -  група врста
      - Аруенска летећа лисица – 
      - Кејска летећа лисица – 
      - Ливингстонов воћни шишмиш – 
      - Црнобрада летећа лисица – 

    -  група врста
      - Окинавска летећа лисица – 
      - Маријански воћни шишмиш – 
      - Пелевска летећа лисица – 
      - Косраенска летећа лисица – 
      - Јапанска летећа лисица – 

    -  група врста
      - Црноува летећа лисица – 

    -  група врста
      - Ломбочка летећа лисица – 
      - Каролинска летећа лисица – 
      - Родригеска летећа лисица – 

    -  група врста
      - Велика летећа лисица – 

    -  група врста
      - Алдабранска летећа лисица – 
      - Маурицијуска летећа лисица – 
      - Мадагаскарска летећа лисица – 
      - Сејшелска летећа лисица – 
      - Пембанска летећа лисица – 

    -  група врста
      - Бизмарколика летећа лисица – 
      - Маскирана летећа лисица – 
      - Теминкова летећа лисица – 

    -  група врста
      - Великоува летећа лисица – 
      - Гилвинкбејска летећа лисица – 
      - Сивоглава летећа лисица – 

    -  група врста
      - Чукотска летећа лисица – 
      - Темотуанска летећа лисица – 
      - Великопалауанска летећа лисица –  (19. век †)
      - Бонинска летећа лисица – 
      - Гвамска летећа лисица – P. tokudae (1970 †)
      - Острвска летећа лисица – 
      - Ваникороанска летећа лисица – 
      - Новоаледонска летећа лисица – 

    -  група врста
      - Ваниатуанска летећа лисица – 
      - Самоанска летећа лисица – 

    -  група врста
      - Гилардова летећа лисица – 
      - Мала летећа лисица – 
      - Мала црвена летећа лисица – 
      - Патуљаста летећа лисица – 

    -  група врста
      - Адмиралска летећа лисица – 
      - Мрка летећа лисица –  (19. век †)
      - Рјукјуанска летећа лисица – 
      - Никобарска летећа лисица – 
      - Сива летећа лисица – 

    - Онтолог јаванска летећа лисица – 
      - Мала летећа лисица – 
      - Китњаста летећа лисица – 
      - Мала златнокрила летећа лисица – 
      - Филипинска сива летећа лисица – 
      - Мала маурицијуска летећа лисица –  (19. век †)

    -  група врста
      - Индијска летећа лисица – 
      - Андерсенова летећа лисица – 
      - Лајлова летећа лисица – 
      - Велика летећа лисица – 

    - 
      - Мала самоанска летећа лисица –  (19. век †)
      - Велика самоанска летећа лисица –  (19. век †)

    - Род: 
      - Миндороански воћни шишмиш пругастог лица – 
      - Сулавешки воћни шишмиш пругастог лица – 

  - Потпородица: 
    - Род:  - зорини воћни шишмиши
      - Велики нектарски шишмиш – 
      - Пећински нектарски шишмиш – 
      - Филипински зорин шишмиш – 

    - Род:  - розетни воћни шишмиши
    - Подрод: 
      - Манадски воћни шишмиш – 

    - Подрод: 
      - Жофројева розета – 
      - Сулавешка розета – 
      - Египатски воћни шишмиш или египатска розета – 
      - Лешенолтова розета – 
      - Линдуанска розета – 
      - Коморска розета – 
      - Гололеђа розета – 

    - Подрод: 
      - Дугодлака розета – 
      - Мадагаскарска розета – 

  - Потпородица: 
    - Племе: 
    - Род:  - еполетни воћни шишмиши
      - Анголски еполетирани шишмиш – 
      - Анселов еполетирани воћни шишмиш – 
      - Петерсов еполетирани воћни шишмиш – 
      - Гамбијска еполетирани воћни шишмиш – 
      - Мали анголски еполетирани воћни шишмиш – 
      - Етиопски еполетирани воћни шишмиш – 
      - Источноафрички еполетирани воћни шишмиш – 
      - Волбергов еполетирани воћни шишмиш – 

    - Род:  - еполетирани шишмиши
      - Буетикоферов еполетирани воћни шишмиш – 
      - Добсонов воћни шишмиш – 
      - Еполетирани Франквестов воћни шишмиш – 

    - Род: 
    - Чекичасти шишмиш – 
    - Род:  - патуљасти еполетирани шишмиши
      - Хејманов патуљасти еполетирани воћни шишмиш – 
      - Петерсов патуљасти еполетирани воћни шишмиш – 

    - Род: 
      - Велдкампов патуљасти еполетирани воћни шишмиш – 

    - Племе: 
    - Род: 
      - Анголска розета – 

    - Род: 
      - Ворманов шишмиш – 

    - Род:  - Мали обележени воћни шишмиши
      - Саотомски огрличасти воћни шишмиш – 
      - Источноафрички мали огрличасти воћни шишмиш – 
      - Мали огрличасти шишмиш – 

    - Племе: 
    - Род: 
      - Де Анчијетов воћни шишмиш – 

    - Племе: 
    - Род: 
    - Кратконепчани шишмиш – 
    - Род: 
      - Зенкеров воћни шишмиш – 
      - Похлеов воћни шишмиш –

## Занимљивост
Људи их лове због укусног меса.